# (9574) Taku
(9574) Taku es un asteroide perteneciente al cinturón de asteroides, descubierto el 5 de diciembre de 1988 por Tsuko Nakamura desde el Observatorio Kiso, Monte Ontake, Japón.

## Designación y nombre
Designado provisionalmente como  1988 XB5. Fue nombrado en memoria de Hiroshi Nakamura (1891-1974), bioquímico médico japonés e investigador de mapas antiguos. A menudo lo llamaban Taku, ya que el carácter chino que representa su nombre también puede pronunciarse como Taku. Es muy conocido en el mundo de la cartografía histórica por ser dos veces ganador del premio Imago Mundi, otorgado por una prestigiosa revista internacional sobre mapas antiguos. Taku fue miembro durante mucho tiempo del consejo editorial de esta revista. Escribió varios libros y artículos importantes sobre mapas del Lejano Oriente asiático de los siglos XVI y XVII. Demostró que, contrariamente a la comprensión occidental, las cartas marítimas europeas y los mapas del Lejano Oriente que se elaboraban entonces estaban influenciados en gran medida por el conocimiento de los marineros japoneses y chinos contemporáneos.

## Características orbitales
Taku está situado a una distancia media del Sol de 2,245 ua, pudiendo alejarse hasta 2,479 ua y acercarse hasta 2,011 ua. Su excentricidad es 0,104 y la inclinación orbital 4,794 grados. Emplea 1228,65 días en completar una órbita alrededor del Sol.

## Características físicas
La magnitud absoluta de Taku es 14,21. Tiene 4,253 km de diámetro y su albedo se estima en 0,295.